# Cryptolabis ecalcarata
Cryptolabis ecalcarata är en tvåvingeart som beskrevs av Alexander 1947. Cryptolabis ecalcarata ingår i släktet Cryptolabis och familjen småharkrankar.
Artens utbredningsområde är Costa Rica. Inga underarter finns listade i Catalogue of Life.